# Arkas Spor Kulübü 2014-2015 (pallavolo maschile)
Questa voce raccoglie le informazioni riguardanti l'Arkas Spor Kulübü nella stagione 2014-2015.

## Organigramma societario
Area direttiva
- Presidente: Lucien Arkas
- Vicepresidente: Bernard Arkas

Area tecnica
- Allenatore: Glenn Hoag
- Secondo allenatore: Fazıl Demirci, Tilen Kozamernik
- Statistico: Murat Haktanır
- Preparatore atletico: Nurcan Celep

Area sanitaria
- Medico: Ertuğrul Kağan Kurt
- Fisioterapista: Metin Ergün
- Massaggiatore: Sebahattin Gürarslan

## Rosa
| N° | Nome                | Ruolo | Data di nascita   | Nazionalità sportiva |
| -- | ------------------- | ----- | ----------------- | -------------------- |
| 1  | Mustafa Ramazanoğlu | P     | 5 maggio 1979     | Turchia              |
| 2  | John Perrin         | S     | 17 agosto 1989    | Canada               |
| 3  | Kévin Tillie        | S     | 2 novembre 1990   | Francia              |
| 4  | Muzaffer Yönet      | P     | 18 giugno 1997    | Turchia              |
| 5  | Hasan Yeşilbudak    | L     | 11 gennaio 1984   | Turchia              |
| 6  | Osman Durmaz        | C     | 9 settembre 1996  | Turchia              |
| 7  | Leonel Marshall     | S     | 25 settembre 1979 | Cuba                 |
| 8  | Gökhan Gökgöz       | S     | 6 gennaio 1993    | Turchia              |
| 9  | Hakkı Çapkınoğlu    | C     | 20 luglio 1990    | Turchia              |
| 10 | Mustafa Koç         | C     | 23 febbraio 1992  | Turchia              |
| 11 | Yiğit Gülmezoğlu    | P     | 28 dicembre 1995  | Turchia              |
| 12 | Gavin Schmitt       | O     | 27 gennaio 1986   | Canada               |
| 13 | Matevž Kamnik       | C     | 24 novembre 1987  | Slovenia             |
| 14 | Erhan Dünge         | C     | 4 gennaio 1980    | Turchia              |
| 16 | Ufuk Minici         | O     | 20 gennaio 1991   | Turchia              |
| 18 | Halil Yücel         | S     | 24 novembre 1989  | Turchia              |

## Mercato
| Acquisti | Acquisti        | Acquisti          | Acquisti   |
| R.       | Nome            | da                | Modalità   |
| -------- | --------------- | ----------------- | ---------- |
| S        | Kévin Tillie    | Porto Robur Costa | definitivo |
| P        | Muzaffer Yönet  | giovanili         | definitivo |
| C        | Osman Durmaz    | giovanili         | definitivo |
| S        | Leonel Marshall | Fenerbahçe        | definitivo |

| Cessioni | Cessioni     | Cessioni          | Cessioni   |
| R.       | Nome         | a                 | Modalità   |
| -------- | ------------ | ----------------- | ---------- |
| O        | Urpo Sivula  | Raision Loimu     | definitivo |
| S        | Tine Urnaut  | Top Volley Latina | definitivo |
| S        | Yiğit Onaylı | BAL               | prestito   |

## Risultati

### Voleybol 1. Ligi

#### Regular season

##### Andata
| 1ª giornata - 19 ottobre 2014 İzmir Atatürk Spor Salonu, Smirne         | Arkas                | 3 - 1 | Galatasaray    | 27-25, 26-24, 23-25, 25-16        |
| 2ª giornata - 26 ottobre 2014 Recep Tayyip Erdoğan Spor Salonu, Erzurum | Palandöken           | 0 - 3 | Arkas          | 11-25, 14-25, 19-25               |
| 3ª giornata - 29 ottobre 2014 İnegöl Kapalı Spor Salonu, İnegöl         | İnegöl               | 0 - 3 | Arkas          | 16-25, 20-25, 21-25               |
| 4ª giornata - 1º novembre 2014 İzmir Atatürk Spor Salonu, Smirne        | Arkas                | 3 - 1 | Beşiktaş       | 25-19, 27-25, 22-25, 25-20        |
| 5ª giornata - 8 novembre 2014 Torul Spor Salonu ve Cim Saha, Gümüşhane  | Gümüşhane Torul      | 0 - 3 | Arkas          | 30-32, 18-25, 19-25               |
| 6ª giornata - 16 novembre 2014 İzmir Atatürk Spor Salonu, Smirne        | Arkas                | 2 - 3 | Halkbank       | 25-22, 25-20, 22-25, 17-25, 16-18 |
| 7ª giornata - 23 novembre 2014 Burhan Felek Spor Salonu, Istanbul       | Fenerbahçe           | 0 - 3 | Arkas          | 24-26 21-25 16-25                 |
| 8ª giornata - 30 novembre 2014 İzmir Atatürk Spor Salonu, Smirne        | Arkas                | 3 - 2 | Ziraat Bankası | 21-25, 25-16, 21-25, 25-18, 15-12 |
| 9ª giornata - 7 dicembre 2014 Başkent Voleybol Salonu, Ankara           | Maliye Milli Piyango | 1 - 3 | Arkas          | 25-20, 25-27, 22-25, 18-25        |
| 10ª giornata - 14 dicembre 2014 İzmir Atatürk Spor Salonu, Smirne       | Arkas                | 3 - 0 | İstanbul BB    | 25-18, 25-19, 25-13               |
| 11ª giornata - 20 dicembre 2014 Karatas Sahinbey Spor Salonu, Gaziantep | Şahinbey             | 1 - 3 | Arkas          | 23-25, 25-21, 23-25, 18-25        |

##### Ritorno
| 12ª giornata - 29 gennaio 2015 Burhan Felek Spor Salonu, Istanbul | Galatasaray    | 0 - 3 | Arkas                | 22-25, 27-29, 20-25              |
| 13ª giornata - 18 gennaio 2015 İzmir Atatürk Spor Salonu, Smirne  | Arkas          | 3 - 0 | Palandöken           | 25-11, 25-19, 25-14              |
| 14ª giornata - 24 gennaio 2015 İzmir Atatürk Spor Salonu, Smirne  | Arkas          | 3 - 0 | İnegöl               | 25-19, 25-13, 25-18              |
| 15ª giornata - 31 gennaio 2015 BJK Akatlar Arena, Istanbul        | Beşiktaş       | 2 - 3 | Arkas                | 20-25, 19-25, 29-27, 25-21, 9-15 |
| 16ª giornata - 7 febbraio 2015 İzmir Atatürk Spor Salonu, Smirne  | Arkas          | 3 - 0 | Gümüşhane Torul      | 25-13, 25-23, 25-20              |
| 17ª giornata - 14 febbraio 2015 Başkent Voleybol Salonu, Ankara   | Halkbank       | 3 - 0 | Arkas                | 25-16, 25-16, 25-23              |
| 18ª giornata - 21 febbraio 2015 İzmir Atatürk Spor Salonu, Smirne | Arkas          | 1 - 3 | Fenerbahçe           | 20-25, 25-23, 23-25, 26-28       |
| 19ª giornata - 28 febbraio 2015 Başkent Voleybol Salonu, Ankara   | Ziraat Bankası | 3 - 1 | Arkas                | 26-28, 25-23, 25-21, 25-21       |
| 20ª giornata - 7 marzo 2015 İzmir Atatürk Spor Salonu, Smirne     | Arkas          | 3 - 0 | Maliye Milli Piyango | 32-30, 25-18, 25-16              |
| 21ª giornata - 14 marzo 2015 Haldun Alagaş Spor Salonu, Istanbul  | İstanbul BB    | 1 - 3 | Arkas                | 21-25, 22-25, 25-21, 19-25       |
| 22ª giornata - 21 marzo 2015 İzmir Atatürk Spor Salonu, Smirne    | Arkas          | 3 - 0 | Şahinbey             | 25-22, 26-24, 25-21              |

#### Play-off scudetto
| Quarti di finale (gara 1) - 3 aprile 2015 Başkent Voleybol Salonu, Ankara    | Maliye Milli Piyango | 0 - 3 | Arkas                | 22-25, 21-25, 23-25               |
| Quarti di finale (gara 2) - 6 aprile 2015 İzmir Atatürk Spor Salonu, Smirne  | Arkas                | 2 - 3 | Maliye Milli Piyango | 21-25, 25-13, 25-14, 19-25, 9-15  |
| Quarti di finale (gara 3) - 7 aprile 2015 İzmir Atatürk Spor Salonu, Smirne  | Arkas                | 3 - 0 | Maliye Milli Piyango | 25-19, 25-14, 25-21               |
| Final four (gara 1) - 17 aprile 2015 Mersin Toroslar Voleybol Salonu, Mersin | Arkas                | 3 - 2 | Ziraat Bankası       | 25-21, 23-25, 22-25, 25-22, 15-11 |
| Final four (gara 2) - 18 aprile 2015 Mersin Toroslar Voleybol Salonu, Mersin | Galatasaray          | 1 - 3 | Arkas                | 14-25, 25-19, 21-25, 22-25        |
| Final four (gara 3) - 19 aprile 2015 Mersin Toroslar Voleybol Salonu, Mersin | Halkbank             | 1 - 3 | Arkas                | 21-25, 20-25, 25-23, 25-27        |
| Final four (gara 4) - 25 aprile 2015 Yüreğir Spor Salonu, Adana              | Arkas                | 3 - 0 | Halkbank             | 25-16, 27-25, 27-25               |
| Final four (gara 5) - 26 aprile 2015 Yüreğir Spor Salonu, Adana              | Arkas                | 3 - 0 | Galatasaray          | 25-18, 25-18, 25-17               |
| Final four (gara 6) - 27 aprile 2015 Yüreğir Spor Salonu, Adana              | Ziraat Bankası       | 3 - 2 | Arkas                | 25-21, 23-25, 23-25, 25-22, 15-10 |

### Coppa di Turchia

#### Fase a eliminazione diretta
| Quarti di finale (andata) - 26 novembre 2014 Karataş Şahinbey Spor Salonu, Gaziantep | Şahinbey | 0 - 3 | Arkas          | 20-25, 14-25, 19-25 |
| Quarti di finale (ritorno) - 24 febbraio 2014 İzmir Atatürk Spor Salonu, Smirne      | Arkas    | 3 - 0 | Şahinbey       | 25-18, 25-18, 25-10 |
| Semifinali - 28 marzo 2014 Cengiz Göllü Kapalı Spor Salonu, Bursa                    | Arkas    | 3 - 0 | Ziraat Bankası | 25-19, 25-18, 25-23 |
| Finale - 29 marzo 2014 Cengiz Göllü Kapalı Spor Salonu, Bursa                        | Halkbank | 3 - 0 | Arkas          | 25-18, 25-23, 25-22 |

### Coppa CEV

#### Fase ad eliminazione diretta
| Sedicesimi di finale (andata) - 4 novembre 2014 Atatürk Kapalı Spor Salonu, Smirne  | Gabrovo         | 0 - 3 | Arkas           | 13-25, 17-25, 11-25                   |
| Sedicesimi di finale (ritorno) - 5 novembre 2014 Atatürk Kapalı Spor Salonu, Smirne | Arkas           | 3 - 0 | Gabrovo         | 25-13, 25-16, 25-21                   |
| Ottavi di finale (andata) - 4 dicembre 2014 U Palatinu, Ajaccio                     | Gazélec Ajaccio | 3 - 2 | Arkas           | 25-21, 21-25, 28-26, 14-25, 15-12     |
| Ottavi di finale (andata) - 17 dicembre 2014 Atatürk Kapalı Spor Salonu, Smirne     | Arkas           | 3 - 1 | Gazélec Ajaccio | 25-18, 22-25, 25-17, 25-20            |
| Quarti di finale (andata) - 15 gennaio 2015 Hala Azoty, Kędzierzyn-Koźle            | ZAKSA           | 3 - 0 | Arkas           | 25-23, 27-25, 25-17                   |
| Quarti di finale (ritorno) - 22 gennaio 2015 Atatürk Kapalı Spor Salonu, Smirne     | Arkas           | 3 - 0 | ZAKSA           | 25-20, 27-25, 25-16 Golden set: 10-15 |

## Statistiche

### Statistiche di squadra
| Competizione     | Punti | In casa | In casa | In casa | In trasferta | In trasferta | In trasferta | Totale | Totale | Totale |
| Competizione     | Punti | G       | V       | P       | G            | V            | P            | G      | V      | P      |
| ---------------- | ----- | ------- | ------- | ------- | ------------ | ------------ | ------------ | ------ | ------ | ------ |
| Voleybol 1. Ligi | 55,1  | 13      | 10      | 3       | 12           | 10           | 2            | 31     | 25     | 6      |
| Coppa di Turchia | -     | 1       | 1       | 0       | 1            | 1            | 0            | 4      | 3      | 1      |
| Coppa CEV        | -     | 3       | 3       | 0       | 3            | 1            | 2            | 6      | 4      | 2      |
| Totale           | -     | 17      | 14      | 3       | 16           | 12           | 4            | 41     | 32     | 9      |

G = partite giocate; V = partite vinte; P = partite perse

### Statistiche dei giocatori
| Giocatore      | Campionato | Campionato | Campionato | Campionato | Campionato | Coppa di Turchia | Coppa di Turchia | Coppa di Turchia | Coppa di Turchia | Coppa di Turchia | Coppa CEV | Coppa CEV | Coppa CEV | Coppa CEV | Coppa CEV | Totale | Totale | Totale | Totale | Totale |
| Giocatore      | P          | PT         | AV         | MV         | BV         | P                | PT               | AV               | MV               | BV               | P         | PT        | AV        | MV        | BV        | P      | PT     | AV     | MV     | BV     |
| -------------- | ---------- | ---------- | ---------- | ---------- | ---------- | ---------------- | ---------------- | ---------------- | ---------------- | ---------------- | --------- | --------- | --------- | --------- | --------- | ------ | ------ | ------ | ------ | ------ |
| H. Çapkınoğlu  | 29         | 206        | 113        | 69         | 24         | 4                | 25               | 18               | 5                | 2                | 6         | 29        | 20        | 8         | 1         | 39     | 260    | 151    | 82     | 27     |
| E. Dünge       | 22         | 104        | 50         | 46         | 8          | 2                | 16               | 10               | 6                | 0                | 4         | 4         | 1         | 3         | 0         | 28     | 124    | 61     | 55     | 8      |
| O. Durmaz      | 1          | 3          | 2          | 0          | 1          | 0                | 0                | 0                | 0                | 0                | 2         | 5         | 1         | 4         | 0         | 3      | 8      | 3      | 4      | 1      |
| G. Gökgöz      | 26         | 71         | 51         | 11         | 9          | 4                | 2                | 2                | 0                | 0                | 6         | 25        | 18        | 3         | 4         | 36     | 98     | 71     | 14     | 13     |
| Y. Gülmezoğlu  | 30         | 45         | 5          | 22         | 18         | 4                | 6                | 0                | 6                | 0                | 4         | 16        | 2         | 11        | 3         | 38     | 67     | 7      | 39     | 21     |
| M. Kamnik      | 2          | 16         | 11         | 4          | 1          | 0                | 0                | 0                | 0                | 0                | 0         | 0         | 0         | 0         | 0         | 2      | 16     | 11     | 4      | 1      |
| M. Koç         | 23         | 156        | 104        | 48         | 4          | 2                | 18               | 8                | 8                | 2                | 5         | 35        | 19        | 14        | 2         | 30     | 209    | 131    | 70     | 8      |
| L. Marshall    | 21         | 299        | 231        | 32         | 36         | 4                | 46               | 34               | 8                | 4                | 4         | 47        | 32        | 10        | 5         | 29     | 392    | 297    | 50     | 45     |
| U. Minici      | 5          | 45         | 30         | 8          | 7          | 1                | 1                | 1                | 0                | 0                | -         | -         | -         | -         | -         | 6      | 46     | 31     | 8      | 7      |
| J. Perrin      | 16         | 174        | 146        | 22         | 6          | 1                | 6                | 5                | 0                | 1                | 5         | 44        | 34        | 8         | 2         | 22     | 224    | 185    | 30     | 9      |
| M. Ramazanoğlu | 26         | 46         | 13         | 14         | 19         | 3                | 4                | 1                | 3                | 0                | 4         | 3         | 1         | 2         | 0         | 33     | 53     | 15     | 19     | 19     |
| G. Schmitt     | 26         | 550        | 459        | 39         | 52         | 4                | 70               | 61               | 2                | 7                | 5         | 114       | 95        | 10        | 9         | 35     | 734    | 615    | 51     | 68     |
| K. Tillie      | 24         | 181        | 154        | 15         | 12         | 3                | 17               | 9                | 3                | 5                | 6         | 54        | 48        | 4         | 2         | 33     | 252    | 211    | 22     | 19     |
| H. Yeşilbudak  | 28         | 0          | 0          | 0          | 0          | 4                | 0                | 0                | 0                | 0                | 6         | 0         | 0         | 0         | 0         | 38     | 0      | 0      | 0      | 0      |
| M. Yönet       | 1          | 0          | 0          | 0          | 0          | 1                | 0                | 0                | 0                | 0                | 0         | 0         | 0         | 0         | 0         | 2      | 0      | 0      | 0      | 0      |
| H. Yücel       | 21         | 85         | 68         | 14         | 3          | 2                | 0                | 0                | 0                | 0                | 4         | 8         | 7         | 0         | 1         | 27     | 93     | 75     | 14     | 4      |

P = presenze; PT = punti totali; AV = attacchi vincenti; MV = muri vincenti; BV = battute vincenti